# Kazumi Matsuo
Kazumi Matsuo (松尾 和美, Matsuo Kazumi; Kobe, 16 april 1974) is een voormalige Japanse marathonloopster. Ze kreeg bekendheid door het winnen van de marathon van Berlijn in 2000 in 2:26.15.

## Loopbaan
In 1999 won Matsuo de marathon van Hokkaido in 2:32.14 en in 2001 werd ze Japans kampioene op de marathon van Nagoya in een persoonlijk record van 2:26.01. Op de wereldkampioenschappen van 2001 in Edmonton behaalde ze een negende plaats in 2:29.57.

## Titels
- Japans kampioene marathon - 2001

## Persoonlijke records
Baan
| Onderdeel | Prestatie | Datum         | Plaats    |
| --------- | --------- | ------------- | --------- |
| 5000 m    | 15.51,71  | 29 april 1999 | Hiroshima |
| 10.000 m  | 32.39,66  | 13 mei 2000   | Miyoshi   |

Weg
| Onderdeel      | Prestatie | Datum           | Plaats   |
| -------------- | --------- | --------------- | -------- |
| halve marathon | 1:10.29   | 4 februari 2001 | Marugame |
| marathon       | 2:26.01   | 11 maart 2001   | Nagoya   |

## Palmares

### 3000 m
- 1997:  Pfungstadt Abendsportfest - 9.08,69

### 5000 m
- 1998: 4e Shibetsu - 15.57,99
- 1999: 4e Oda Meeting - 15.51,71
- 2001:  Toyonaka - 15.43,0

### 10 km
- 1996:  Kobe - 33.24
- 1999:  Kobe - 32.49

### halve marathon
- 1996: 4e halve marathon van Gold Coast - 1:12.19
- 1998:  halve marathon van Sapporo - 1:12.45
- 1998: 22e WK in Uster - 1:12.12
- 1999: 4e halve marathon van Yamaguchi - 1:11.43
- 2001: 4e halve marathon van Marugame - 1:10.29

### marathon
- 1999:  marathon van Hokkaido - 2:32.14
- 2000:  marathon van Berlijn - 2:26.15
- 2001:  marathon van Nagoya - 2:26.01 (Japans kampioene)
- 2001: 9e WK - 2:29.57